# L’Envol des pionniers
A L'Envol des pionniers egy francia repülési múzeum, amely nyomon követi Aéropostale nagy kalandját, és hozzájárul a Toulouse-i repülés emlékezetéhez. A Montaudran kerületben található, és 2018. december 22-én avatták fel, majdnem 100 évvel az első Barcelonai polgári járat első repülése után.
Különösen lehetővé teszi, hogy felfedezze az olyan pilóták számára elérhető felszerelést, mint Jean Mermoz, Henri Guillaumet és Antoine de Saint-Exupéry az l'Aéropostale és a Latécoère vonalak eposzában.
A múzeum a Rangueil tudományos komplexummal szemben található, ahol az ENAC (legnagyobb európai repüléstechnikai egyetem) és a SUPAERO (a világ legrégebbi repüléstechnikai iskolája) található.

## Történelem
Az egykori Toulouse-Montaudran repülőtér kifutóján található, és a Toulouse Aerospace La Piste des Géants projekt része, amelynek célja az Aéropostale és a Halle de La Machine dicsőséges korszakának bemutatása. Nehéz volt a kezdet a múzeumnak, amely létét csak az egyesületek kitartásának köszönheti, amelyek kérése húsz év küzdelem után sikerült.